# Sommer-Paralympics 2016/Teilnehmer (Vereinigte Staaten)
| stlisierte Goldmedaille | stlisierte Silbermedaille | stlisierte Bronzemedaille |
| ----------------------- | ------------------------- | ------------------------- |
| 40                      | 44                        | 31                        |

Die Vereinigten Staaten entsandten 124 Athletinnen und 154 Athleten zu den Paralympischen Sommerspielen 2016 in Rio de Janeiro, die in 20 Sportarten antraten. Fahnenträgerin für die Vereinigten Staaten bei der Eröffnungsfeier war die Radsportlerin Allison Jones.

## Medaillen

### Medaillenspiegel
| Rang   | Sportart            | Gold | Silber | Bronze | Gesamt |
| ------ | ------------------- | ---- | ------ | ------ | ------ |
| 1      | Leichtathletik      | 16   | 15     | 11     | 42     |
| 2      | Schwimmen           | 14   | 14     | 9      | 37     |
| 3      | Radsport (Straße)   | 3    | 7      | 3      | 13     |
| 4      | Triathlon           | 2    | 1      | 1      | 4      |
| 5      | Rollstuhlbasketball | 2    | 0      | 0      | 2      |
| 6      | Radsport (Bahn)     | 1    | 2      | 2      | 5      |
| 7      | Bogenschießen       | 1    | 0      | 0      | 1      |
| 7      | Sitzvolleyball      | 1    | 0      | 0      | 1      |
| 9      | Goalball            | 0    | 1      | 1      | 2      |
| 9      | Rollstuhltennis     | 0    | 1      | 1      | 2      |
| 11     | Rollstuhlrugby      | 0    | 1      | 0      | 1      |
| 11     | Rudern              | 0    | 1      | 0      | 1      |
| 11     | Segeln              | 0    | 1      | 0      | 1      |
| 14     | Judo                | 0    | 0      | 2      | 2      |
| 15     | Schießen            | 0    | 0      | 1      | 1      |
| Gesamt | Gesamt              | 40   | 44     | 31     | 115    |

## Teilnehmer nach Sportart

### Bogenschießen
| Athleten                | Wettbewerb    | Qualifikation | Qualifikation | 1. Runde              | 1. Runde | Achtelfinale       | Achtelfinale  | Viertelfinale      | Viertelfinale | Halbfinale    | Halbfinale    | Finale        | Finale        | Rang |
| Athleten                | Wettbewerb    | Ringe         | Rang          | Gegner                | Ergebnis | Gegner             | Ergebnis      | Gegner             | Ergebnis      | Gegner        | Ergebnis      | Gegner        | Ergebnis      | Rang |
| ----------------------- | ------------- | ------------- | ------------- | --------------------- | -------- | ------------------ | ------------- | ------------------ | ------------- | ------------- | ------------- | ------------- | ------------- | ---- |
| Männer                  |               |               |               |                       |          |                    |               |                    |               |               |               |               |               |      |
| Kevin Polish            | Compound Open | 685           | 2             | T. Haldorsson         | 143:129  | M. Hall            | 133:139       | ausgeschieden      | ausgeschieden | ausgeschieden | ausgeschieden | ausgeschieden | ausgeschieden | 9    |
| Matt Stutzman           | Compound Open | 684           | 4             | R. Rosario Vazquez    | 142:129  | A. Muniz de Castro | 141:142       | ausgeschieden      | ausgeschieden | ausgeschieden | ausgeschieden | ausgeschieden | ausgeschieden | 9    |
| Andre Shelby            | Compound Open | 669           | 12            | G. Rodriguez Gonzalez | 143:131  | N. Macqueen        | 138:133       | A. Muniz de Castro | 136:135       | J. Milne      | 139:138       | A. Simonelli  | 144:143       |      |
| Jeff Fabry              | W1            | 596           | 11            | —                     | —        | Koo D.-s.          | 126:140       | ausgeschieden      | ausgeschieden | ausgeschieden | ausgeschieden | ausgeschieden | ausgeschieden | 9    |
| Eric Bennett            | Recurve Open  | 622           | 7             | V. Kostal             | 7:3      | Tseng L.-h.        | 6:4           | H. Netsiri         | 0:6           | ausgeschieden | ausgeschieden | ausgeschieden | ausgeschieden | 5    |
| Michael Lukow           | Recurve Open  | 577           | 23            | Tseng L.-h.           | 0:6      | ausgeschieden      | ausgeschieden | ausgeschieden      | ausgeschieden | ausgeschieden | ausgeschieden | ausgeschieden | ausgeschieden | 17   |
| Frauen                  |               |               |               |                       |          |                    |               |                    |               |               |               |               |               |      |
| Sam Tucker              | Compound Open | 597           | 17            | M. Rubio Larrion      | 124:133  | ausgeschieden      | ausgeschieden | ausgeschieden      | ausgeschieden | ausgeschieden | ausgeschieden | ausgeschieden | ausgeschieden | 17   |
| Lia Coryell             | W1            | 535           | 7             | —                     | —        | —                  | —             | Jo Frith           | 115:134       | ausgeschieden | ausgeschieden | ausgeschieden | ausgeschieden | 5    |
| Mixed                   |               |               |               |                       |          |                    |               |                    |               |               |               |               |               |      |
| Kevin Polish Sam Tucker | Compound Team | 1282          | 9             | —                     | —        | Südkorea           | 146:147       | ausgeschieden      | ausgeschieden | ausgeschieden | ausgeschieden | ausgeschieden | ausgeschieden | 9    |
| Jeff Fabry Lia Coryell  | W1 Team       | 1131          | 3             | —                     | —        | —                  | —             | Spanien            | 128:113       | Südkorea      | 125:137       | Tschechien    | 129:137       | 4    |

### 7er-Fußball
| Wettbewerb       | Männer |
| ---------------- | --- |
| Athleten         | Adam Ballou Tyler Bennett Bryce Boarman Alex Hendricks Gavin Sibayan Mason Abbiate Steven Bohlemann Sean Boyle Drew Bremer Greg Brigman Josh Brunais David Garza Kevin Hensley Seth Jahn |
| Gruppenphase     | Niederlande (2:2) Iran (0:2) Argentinien (2:3) |
| Spiel um Platz 7 | Irland (2:1) |
| Rang             | 7 |

### Goalball
| Wettbewerb            | Männer                                                                    | Frauen                                                                               |
| --------------------- | ------------------------------------------------------------------------- | ------------------------------------------------------------------------------------ |
| Athleten              | Joe Hamilton Andy Jenks John Kusku Tyler Merren Matt Simpson Daryl Walker | Jen Armbruster Lisa Czechowski Amanda Dennis Marybai Huking Eliana Mason Asya Miller |
| Gruppenphase          | Volksrepublik China (5:2) Litauen (7:8) Finnland (6:2) Türkei (3:6)       | Brasilien (3:7) Japan (5:3) Israel (7:3) Algerien w.o. (10:0)                        |
| Viertelfinale         | Deutschland (7:6)                                                         | Kanada (2:0)                                                                         |
| Halbfinale            | Brasilien (10:1)                                                          | Türkei (1:11)                                                                        |
| Finale/Spiel um Pl. 3 | Litauen (8:14)                                                            | Brasilien (3:2)                                                                      |
| Rang                  | Silber                                                                    | Bronze                                                                               |

### Judo
| Athleten                  | Wettbewerb         | 1. Runde       | 1. Runde | 1. Hoffnungsrunde | 1. Hoffnungsrunde | Viertelfinale       | Viertelfinale | 2. Hoffnungsrunde | 2. Hoffnungsrunde | Halbfinale    | Halbfinale    | Kampf um Gold/Bronze | Kampf um Gold/Bronze | Rang |
| Athleten                  | Wettbewerb         | Gegner         | Erg.     | Gegner            | Erg.              | Gegner              | Erg.          | Gegner            | Erg.              | Gegner        | Erg.          | Gegner               | Erg.                 | Rang |
| ------------------------- | ------------------ | -------------- | -------- | ----------------- | ----------------- | ------------------- | ------------- | ----------------- | ----------------- | ------------- | ------------- | -------------------- | -------------------- | ---- |
| Männer                    |                    |                |          |                   |                   |                     |               |                   |                   |               |               |                      |                      |      |
| Dartanyon Crockett        | Klasse bis 90 kg   | —              | —        | —                 | —                 | S. Boboev           | 011:010       | —                 | —                 | Z.Gogotchuri  | 0:101         | S. Ingram            | 002:0                |      |
| Myles Porter              | Klasse bis 100 kg  | H. Alizadeh    | 0:110    | ausgeschieden     | ausgeschieden     | ausgeschieden       | ausgeschieden | ausgeschieden     | ausgeschieden     | ausgeschieden | ausgeschieden | ausgeschieden        | ausgeschieden        | 10   |
| Benjamin Goodrich         | Klasse über 100 kg | A. Tulendibaev | 0:101    | I. Zakiyev        | 0:102             | ausgeschieden       | ausgeschieden | ausgeschieden     | ausgeschieden     | ausgeschieden | ausgeschieden | ausgeschieden        | ausgeschieden        | 9    |
| Frauen                    |                    |                |          |                   |                   |                     |               |                   |                   |               |               |                      |                      |      |
| Christella Josette Garcia | Klasse über 70 kg  | —              | —        | —                 | —                 | A. Kachan           | 0:101         | M. Nantharak      | 102:0             | —             | —             | D. Silva De Almeida  | 100:010              |      |
| Sarah Chung               | Klasse über 70 kg  | —              | —        | —                 | —                 | D. Silva De Almeida | 0:100         | M. Tasbag         | 0:100             | —             | —             | ausgeschieden        | ausgeschieden        | 7    |

### Leichtathletik
Laufen
| Athleten                                                        | Wettbewerb       | Vorlauf      | Vorlauf | Halbfinale | Halbfinale | Finale        | Finale        | Rang |
| Athleten                                                        | Wettbewerb       | Zeit         | Rang    | Zeit       | Rang       | Zeit          | Rang          | Rang |
| --------------------------------------------------------------- | ---------------- | ------------ | ------- | ---------- | ---------- | ------------- | ------------- | ---- |
| Männer                                                          |                  |              |         |            |            |               |               |      |
| David Brown Guide: Jerome Avery                                 | 100 m T11        | 11,35 s      | 1       | 11,04 s    | 1          | 10,99 s       | 1             |      |
| Lex Gilette Guide: Wesley Williams                              | 100 m T11        | 11,68 s      | 3       | 11,73 s    | 4          | ausgeschieden | ausgeschieden | 11   |
| Tyson Gunter                                                    | 100 m T13        | 11,68 s      | 6       | —          | —          | ausgeschieden | ausgeschieden | 12   |
| Markeith Price                                                  | 100 m T13        | 11,23 s      | 5       | —          | —          | ausgeschieden | ausgeschieden | 10   |
| John Roberts                                                    | 100 m T33        | —            | —       | —          | —          | 21,88 s       | 7             | 7    |
| Austin Pruitt                                                   | 100 m T34        | 17,34 s      | 5       | —          | —          | ausgeschieden | ausgeschieden | 10   |
| Ayden Jent                                                      | 100 m T35        | 13,28 s      | 3       | —          | —          | 13,13 s       | 5             | 5    |
| Ahkeel Whitehead                                                | 100 m T37        | 12,21 s      | 6       | —          | —          | ausgeschieden | ausgeschieden | 11   |
| Desmond Jackson                                                 | 100 m T38        | 12,95 s      | 4       | —          | —          | ausgeschieden | ausgeschieden | 9    |
| Shaquille Vance                                                 | 100 m T38        | 13,27 s      | 6       | —          | —          | ausgeschieden | ausgeschieden | 13   |
| Regas Woods                                                     | 100 m T38        | 13,06 s      | 6       | —          | —          | ausgeschieden | ausgeschieden | 10   |
| Jarryd Wallace                                                  | 100 m T44        | 11,02 s      | 2       | —          | —          | 11,16 s       | 5             | 5    |
| Jerome Singleton                                                | 100 m T44        | 11,23 s      | 4       | —          | —          | 11,17 s       | 7             | 7    |
| Nick Rogers                                                     | 100 m T44        | 11,26 s      | 5       | —          | —          | 11,33 s       | 8             | 8    |
| Roderick Townsend-Roberts                                       | 100 m T47        | 11,07 s      | 3       | —          | —          | 11,08 s       | 5             | 5    |
| Gianfranco Iannotta                                             | 100 m T52        | 17,20 s      | 1       | —          | —          | 17,17 s       | 1             |      |
| Raymond Martin                                                  | 100 m T52        | 17,27 s      | 1       | —          | —          | 17,25 s       | 2             |      |
| Josh Roberts                                                    | 100 m T52        | 18,41 s      | 4       | —          | —          | 18,39 s       | 8             | 8    |
| Brian Siemann                                                   | 100 m T53        | 15,05 s      | 3       | —          | —          | 15,23 s       | 7             | 7    |
| Erik Hightower                                                  | 100 m T54        | 14,56 s      | 1       | —          | —          | 14,49 s       | 7             | 7    |
| Daniel Romanchuk                                                | 100 m T54        | 15,61 s      | 6       | —          | —          | ausgeschieden | ausgeschieden | 16   |
| David Brown Guide: Jerome Avery                                 | 200 m T11        | 23,45 s      | 1       | 23,32 s    | 3          | ausgeschieden | ausgeschieden | 6    |
| Ayden Jent                                                      | 200 m T35        | 28,81 s      | 3       | —          | —          | 27,45 s       | 5             | 5    |
| Shaquille Vance                                                 | 200 m T42        | 24,65 s      | 2       | —          | —          | 24,86 s       | 4             | 4    |
| Regas Woods                                                     | 200 m T42        | 25,19 s      | 2       | —          | —          | 25,27 s       | 6             | 6    |
| Desmond Jackson                                                 | 200 m T42        | DSQ          | DSQ     | —          | —          | ausgeschieden | ausgeschieden | DSQ  |
| Hunter Woodhall                                                 | 200 m T44        | 21,50 s      | 2       | —          | —          | 21,12 s       | 2             |      |
| Aj Digby                                                        | 200 m T44        | 22,14 s      | 2       | —          | —          | 21,93 s       | 5             | 5    |
| David Prince                                                    | 200 m T44        | 22,42 s      | 3       | —          | —          | 22,01 s       | 6             | 6    |
| David Brown Guide: Mason Rhodes                                 | 400 m T11        | 53,81 s      | 3       | —          | —          | ausgeschieden | ausgeschieden | 8    |
| Tyson Gunter                                                    | 400 m T13        | 51,30 s      | 3       | —          | —          | 50,36 s       | 7             | 7    |
| Markeith Price                                                  | 400 m T13        | 50,20 s      | 5       | —          | —          | 49,96 s       | 5             | 5    |
| Tysheem Griffin                                                 | 400 m T20        | DSQ          | DSQ     | —          | —          | ausgeschieden | ausgeschieden | DSQ  |
| Hunter Woodhall                                                 | 400 m T44        | 48,82 s      | 1       | —          | —          | 46,70 s       | 3             |      |
| Nick Rogers                                                     | 400 m T44        | 49,45 s      | 2       | —          | —          | 48,90 s       | 5             | 5    |
| Aj Digby                                                        | 400 m T44        | 48,90 s      | 3       | —          | —          | 47,34 s       | 4             | 4    |
| Jaquvis Hart                                                    | 400 m T47        | DNS          | DNS     | —          | —          | ausgeschieden | ausgeschieden | DNS  |
| Gianfranco Iannotta                                             | 400 m T52        | 1:00,59 min  | 2       | —          | —          | 1:02,16 min   | 3             |      |
| Raymond Martin                                                  | 400 m T52        | 57,77 s      | 1       | —          | —          | 58,42 s       | 1             |      |
| Steven Toyoji                                                   | 400 m T52        | 1:06,15 min  | 7       | —          | —          | ausgeschieden | ausgeschieden | 14   |
| Brian Siemann                                                   | 400 m T53        | 51,30 s      | 2       | —          | —          | 50,20 s       | 5             | 5    |
| Joshua George                                                   | 400 m T53        | 50,11 s      | 3       | —          | —          | 50,80 s       | 7             | 7    |
| Erik Hightower                                                  | 400 m T54        | 49,19 s      | 5       | —          | —          | ausgeschieden | ausgeschieden | 14   |
| Daniel Romanchuk                                                | 400 m T54        | 49,15 s      | 4       | —          | —          | ausgeschieden | ausgeschieden | 13   |
| Austin Pruitt                                                   | 800 m T34        | 1:46,38 min  | 2       | —          | —          | 1:45,55 min   | 6             | 6    |
| Brian Siemann                                                   | 800 m T53        | 1:43,79 min  | 3       | —          | —          | 1:41,11 min   | 4             | 4    |
| Joshua George                                                   | 800 m T53        | 1:37,87 min  | 3       | —          | —          | 1:41,23 min   | 5             | 5    |
| Daniel Romanchuk                                                | 800 m T54        | 1:39,29 min  | 6       | —          | —          | ausgeschieden | ausgeschieden | 17   |
| James Senbeta                                                   | 800 m T54        | 1:42,47 min  | 7       | —          | —          | ausgeschieden | ausgeschieden | 23   |
| Chaz Davis                                                      | 1500 m T13       | —            | —       | —          | —          | 3:58,28 min   | 10            | 10   |
| Michael Brannigan                                               | 1500 m T20       | —            | —       | —          | —          | 3:51,73 min   | 1             |      |
| Raymond Martin                                                  | 1500 m T52       | —            | —       | —          | —          | 3:40,63 min   | 1             |      |
| Steven Toyoji                                                   | 1500 m T52       | —            | —       | —          | —          | 3:54,64 min   | 5             | 5    |
| Josh Roberts                                                    | 1500 m T52       | —            | —       | —          | —          | 4:47,80 min   | 9             | 9    |
| Daniel Romanchuk                                                | 1500 m T54       | 3:07,93 min  | 5       | —          | —          | ausgeschieden | ausgeschieden | 16   |
| Aaron Pike                                                      | 1500 m T54       | 3:09,85 min  | 6       | —          | —          | ausgeschieden | ausgeschieden | 21   |
| Joshua George                                                   | 1500 m T54       | 3:06 43 min  | 7       | —          | —          | ausgeschieden | ausgeschieden | 12   |
| Chaz Davis                                                      | 5000 m T13       | —            | —       | —          | —          | 15:15,86 min  | 8             | 8    |
| Daniel Romanchuk                                                | 5000 m T54       | 10:40,40 min | 7       | —          | —          | ausgeschieden | ausgeschieden | 15   |
| James Senbeta                                                   | 5000 m T54       | 10:41,65 min | 9       | —          | —          | ausgeschieden | ausgeschieden | 17   |
| Joshua George                                                   | 5000 m T54       | 10:20,36 min | 3       | —          | —          | 11:02,54 min  | 5             | 5    |
| Aaron Pike                                                      | Marathon T54     | —            | —       | —          | —          | 1:30:13 h     | 10            | 10   |
| James Senbeta                                                   | Marathon T54     | —            | —       | —          | —          | DNF           | DNF           | DNF  |
| Joshua George                                                   | Marathon T54     | —            | —       | —          | —          | DNF           | DNF           | DNF  |
| Jerome Singleton Jarryd Wallace Hunter Woodhall Jaquvis Hart    | 4 × 100 m T42-47 | —            | —       | —          | —          | DSQ           | DSQ           | DSQ  |
| Frauen                                                          |                  |              |         |            |            |               |               |      |
| Kym Crosby                                                      | 100 m T13        | 12,49 s      | 2       | —          | —          | 12,24 s       | 3             |      |
| Alexa Halko                                                     | 100 m T34        | —            | —       | —          | —          | 18,81 s       | 3             |      |
| Scout Bassett                                                   | 100 m T42        | 16,53 s      | 2       | —          | —          | 16,66 s       | 5             | 5    |
| Lacey Henderson                                                 | 100 m T42        | 18,48 s      | 5       | —          | —          | ausgeschieden | ausgeschieden | 10   |
| April Holmes                                                    | 100 m T44        | 13,69 s      | 4       | —          | —          | ausgeschieden | ausgeschieden | 10   |
| Femita Ayanbeku                                                 | 100 m T44        | 13,76 s      | 4       | —          | —          | ausgeschieden | ausgeschieden | 12   |
| Liz Willis                                                      | 100 m T44        | 14,43 s      | 6       | —          | —          | ausgeschieden | ausgeschieden | 18   |
| Deja Young                                                      | 100 m T47        | 12,12 s      | 1       | —          | —          | 12,15 s       | 1             |      |
| Amy Watt                                                        | 100 m T47        | 13,66 s      | 4       | —          | —          | ausgeschieden | ausgeschieden | 10   |
| Kerry Morgan                                                    | 100 m T52        | —            | —       | —          | —          | 19,96 s       | 2             |      |
| Cassie Mitchell                                                 | 100 m T52        | —            | —       | —          | —          | DNS           | DNS           | DNS  |
| Kelsey Lefevour                                                 | 100 m T53        | 17,28 s      | 3       | —          | —          | 17,31 s       | 7             | 7    |
| Tatyana McFadden                                                | 100 m T54        | 16,52 s      | 2       | —          | —          | 16,13 s       | 2             |      |
| Hannah McFadden                                                 | 100 m T54        | 16,55 s      | 3       | —          | —          | 16,34 s       | 4             | 4    |
| Cheri Madsen                                                    | 100 m T54        | 16,56 s      | 2       | —          | —          | 16,40 s       | 5             | 5    |
| Allysa Seely                                                    | 200 m T36        | 32,36 s      | 4       | —          | —          | 32,40 s       | 6             | 6    |
| April Holmes                                                    | 200 m T44        | DNF          | DNF     | —          | —          | ausgeschieden | ausgeschieden | DNF  |
| Femita Ayanbeku                                                 | 200 m T44        | 28,58 s      | 4       | —          | —          | 28,81 s       | 6             | 6    |
| Liz Willis                                                      | 200 m T44        | 29,67 s      | 6       | —          | —          | ausgeschieden | ausgeschieden | 12   |
| Deja Young                                                      | 200 m T47        | 25,58 s      | 1       | —          | —          | 25,46 s       | 1             |      |
| Kym Crosby                                                      | 400 m T13        | —            | —       | —          | —          | 57,26 s       | 4             | 4    |
| Breanna Clark                                                   | 400 m T20        | 58,25 s      | 1       | —          | —          | 57,79 s       | 1             |      |
| Alexa Halko                                                     | 400 m T34        | —            | —       | —          | —          | 1:00,79 min   | 2             |      |
| Grace Norman                                                    | 400 m T44        | —            | —       | —          | —          | 1:01,83 min   | 3             |      |
| Liz Willis                                                      | 400 m T44        | —            | —       | —          | —          | 1:07,62 min   | 6             | 6    |
| Jessica Heims                                                   | 400 m T44        | —            | —       | —          | —          | 1:09,17 min   | 7             | 7    |
| Amy Watt                                                        | 400 m T47        | 1:04,56 min  | 4       | —          | —          | 1:04,21 min   | 6             | 6    |
| Kerry Morgan                                                    | 400 m T52        | —            | —       | —          | —          | 1:08,31 min   | 3             |      |
| Chelsea McClammer                                               | 400 m T53        | 55,42 s      | 2       | —          | —          | 55,13 s       | 2             |      |
| Shirley Reilly                                                  | 400 m T53        | 56,32 s      | 2       | —          | —          | 56,10 s       | 5             | 5    |
| Kelsey Lefevour                                                 | 400 m T53        | 1:01,50 min  | 6       | —          | —          | ausgeschieden | ausgeschieden | 12   |
| Tatyana McFadden                                                | 400 m T54        | 53,17 s      | 1       | —          | —          | 53,30 s       | 1             |      |
| Hannah McFadden                                                 | 400 m T54        | 55,98 s      | 4       | —          | —          | 56,20 s       | 7             | 7    |
| Cheri Madsen                                                    | 400 m T54        | 54,29 s      | 1       | —          | —          | 54,50 s       | 2             |      |
| Alexa Halko                                                     | 800 m T34        | —            | —       | —          | —          | 2:02,08 min   | 2             |      |
| Chelsea McClammer                                               | 800 m T53        | 1:52,96 min  | 1       | —          | —          | 1:48,32 min   | 5             | 5    |
| Shirley Reilly                                                  | 800 m T53        | 1:49,69 min  | 4       | —          | —          | 1:47,77 min   | 3             |      |
| Kelsey Lefevour                                                 | 800 m T53        | 2:09,07 min  | 7       | —          | —          | ausgeschieden | ausgeschieden | 13   |
| Tatyana McFadden                                                | 800 m T54        | 1:45,17 min  | 1       | —          | —          | 1:44,73 min   | 1             |      |
| Amanda McGrory                                                  | 800 m T54        | 1:47,68 min  | 1       | —          | —          | 1:45,24 min   | 4             | 4    |
| Susannah Scaroni                                                | 800 m T54        | 1:56,42 min  | 6       | —          | —          | ausgeschieden | ausgeschieden | 13   |
| Ivonne Mosquera-Schmidt Guide: Kyle Wardwell                    | 1500 m T11       | 5:12,28 min  | 3       | —          | —          | 5:08,97 min   | 6             | 6    |
| Tatyana McFadden                                                | 1500 m T54       | 3:27,41 min  | 1       | —          | —          | 3:22,50 min   | 1             |      |
| Amanda McGrory                                                  | 1500 m T54       | 3:22,75 min  | 1       | —          | —          | 3:22,61 min   | 2             |      |
| Chelsea McClammer                                               | 1500 m T54       | 3:22,76 min  | 2       | —          | —          | 3:22,67 min   | 3             |      |
| Tatyana McFadden                                                | 5000 m T54       | 11:47,37 min | 1       | —          | —          | 11:54,07 min  | 1             |      |
| Amanda McGrory                                                  | 5000 m T54       | 11:49,37 min | 2       | —          | —          | 11:54,34 min  | 3             |      |
| Chelsea McClammer                                               | 5000 m T54       | 11:49,25 min | 1       | —          | —          | 11:54,33 min  | 2             |      |
| Tatyana McFadden                                                | Marathon T54     | —            | —       | —          | —          | 1:38:44 h     | 2             |      |
| Amanda McGrory                                                  | Marathon T54     | —            | —       | —          | —          | 1:38:45 h     | 3             |      |
| Chelsea McClammer                                               | Marathon T54     | —            | —       | —          | —          | DNF           | DNF           | DNF  |
| Shirley Reilly                                                  | Marathon T54     | —            | —       | —          | —          | 1:38:46 h     | 5             | 5    |
| Susannah Scaroni                                                | Marathon T54     | —            | —       | —          | —          | 1:38:47 h     | 7             | 7    |
| Chelsea McClammer Tatyana McFadden Hannah McFadden Cheri Madsen | 4 × 400 m T52-54 | —            | —       | —          | —          | DSQ           | DSQ           | DSQ  |

Springen und Werfen
| Athleten                  | Wettbewerb      | Finale  | Finale | Rang |
| Athleten                  | Wettbewerb      | Weite   | Rang   | Rang |
| ------------------------- | --------------- | ------- | ------ | ---- |
| Männer                    |                 |         |        |      |
| Lex Gillette              | Weitsprung T11  | 6,44 m  | 2      |      |
| Ahkeel Whitehead          | Weitsprung T37  | 4,83 m  | 12     | 12   |
| Regas Woods               | Weitsprung T42  | 5,40 m  | 6      | 6    |
| Desmond Jackson           | Weitsprung T42  | 4,91 m  | 7      | 7    |
| Trenten Merrill           | Weitsprung T44  | 6,84 m  | 4      | 4    |
| Jerome Singleton          | Weitsprung T44  | 5,56 m  | 13     | 13   |
| Roderick Townsend-Roberts | Weitsprung T47  | 7,41 m  | 1      |      |
| Tobi Fawehinmi            | Weitsprung T47  | 7,01 m  | 5      | 5    |
| Nick Slade                | Weitsprung T47  | 6,82 m  | 7      | 7    |
| Sam Grewe                 | Hochsprung T42  | 1,86 m  | 2      |      |
| Jeff Skiba                | Hochsprung T44  | 1,95 m  | 5      | 5    |
| Roderick Townsend-Roberts | Hochsprung T47  | 2,09 m  | 1      |      |
| David Blair               | Diskuswurf F44  | 64,11 m | 1      |      |
| Jeremy Campbell           | Diskuswurf F44  | 56,03 m | 4      | 4    |
| Johnnie Williams          | Diskuswurf F56  | 35,10 m | 8      | 8    |
| Scot Severn               | Kugelstoßen F53 | 8,41 m  | 2      |      |
| Michael Wishnia           | Kugelstoßen F57 | 14,03 m | 4      | 4    |
| Cody Jones                | Speerwurf F38   | 40,53 m | 8      | 8    |
| Jeff Skiba                | Speerwurf F44   | 45,45 m | 13     | 13   |
| Frauen                    |                 |         |        |      |
| Taleah Williams           | Weitsprung T47  | 5,17 m  | 5      | 5    |
| Amy Watt                  | Weitsprung T47  | 5,15 m  | 6      | 6    |
| Natalie Bieule            | Diskuswurf F44  | 28,62 m | 6      | 6    |
| Jessica Heims             | Diskuswurf F44  | 25,98 m | 8      | 8    |
| Rachael Morrison          | Diskuswurf F52  | 13,09 m | 1      |      |
| Cassie Mitchell           | Diskuswurf F52  | 12,87 m | 2      |      |
| Zena Cole                 | Diskuswurf F52  | 4,98 m  | 6      | 6    |
| Rachael Morrison          | Keulenwurf F51  | 18,32 m | 5      | 5    |
| Cassie Mitchell           | Keulenwurf F51  | 21,84 m | 3      |      |
| Zena Cole                 | Keulenwurf F51  | 11,17 m | 7      | 7    |
| Emily Frederick           | Kugelstoßen F40 | 4,81 m  | 9      | 9    |
| Angela Madsen             | Kugelstoßen F57 | 8,35 m  | 8      | 8    |
| Angela Madsen             | Speerwurf F56   | 17,21 m | 7      | 7    |

### Kanu
| Athleten      | Wettbewerb | Vorlauf      | Vorlauf | Halbfinale   | Halbfinale | Finale        | Finale        | Rang |
| Athleten      | Wettbewerb | Zeit         | Rang    | Zeit         | Rang       | Zeit          | Rang          | Rang |
| ------------- | ---------- | ------------ | ------- | ------------ | ---------- | ------------- | ------------- | ---- |
| Frauen        |            |              |         |              |            |               |               |      |
| Ann Yoshida   | KL1 200 m  | 1:17,747 min | 5       | DNF          | DNF        | ausgeschieden | ausgeschieden | 10   |
| Alana Nichols | KL2 200 m  | 1:03,861 min | 4       | 1:02,275 min | 4          | 1:00,315 min  | 7             | 7    |
| Kelly Allen   | KL3 200 m  | 58,327 s     | 4       | 56,347 s     | 4          | 54,720 s      | 8             | 8    |

### Powerlifting (Bankdrücken)
| Athleten     | Wettbewerb | Ergebnis | Rang |
| ------------ | ---------- | -------- | ---- |
| Männer       |            |          |      |
| Ahmed Shafik | bis 80 kg  | 172 kg   | 7    |

### Radsport

#### Straße
| Athleten                                     | Wettbewerb            | Zeit         | Rang   |
| -------------------------------------------- | --------------------- | ------------ | ------ |
| Männer                                       |                       |              |        |
| William Lister                               | Einzelzeitfahren C1   | 29:49,23 min | 5      |
| William Lister                               | Straßenrennen C1–2–3  | DNS          | DNS    |
| Joseph Berenyi                               | Einzelzeitfahren C3   | 41:01,09 min | 6      |
| Joseph Berenyi                               | Straßenrennen C1–2–3  | 1:51:48 h    | 10     |
| Scott Martin                                 | Einzelzeitfahren C4   | 39:43,85 min | 5      |
| Scott Martin                                 | Straßenrennen C4-5    | 2:32:26 h    | 19     |
| Christopher Murphy                           | Einzelzeitfahren C5   | 40:52,63 min | 10     |
| Christopher Murphy                           | Straßenrennen C4-5    | 2:32:26 h    | 20     |
| Aaron Scheidies Pilot: Benjamin Collins      | Einzelzeitfahren B    | 36:53,10 min | 12     |
| Aaron Scheidies Pilot: Benjamin Collins      | Straßenrennen B       | 2:32:09 h    | 11     |
| Will Groulx                                  | Einzelzeitfahren H2   | 32:13,12 min | Silber |
| Will Groulx                                  | Straßenrennen H2      | 1:15:23 h    | Gold   |
| Brian Sheridan                               | Einzelzeitfahren H2   | 33:39,74 min | Bronze |
| Brian Sheridan                               | Straßenrennen H2      | 1:23:47 h    | 6      |
| William Lachenauer                           | Einzelzeitfahren H3   | 29:59,47 min | 5      |
| William Lachenauer                           | Straßenrennen H3      | 1:53:29 h    | 12     |
| Thomas Davis                                 | Einzelzeitfahren H4   | 29:25,71 min | 5      |
| Thomas Davis                                 | Straßenrennen H4      | 1:28:59 h    | 6      |
| Oscar Sanchez                                | Einzelzeitfahren H5   | 28:51,73 min | Bronze |
| Oscar Sanchez                                | Straßenrennen H5      | 1:37:51 h    | 4      |
| Alfredo de los Santos                        | Einzelzeitfahren H5   | 31:01,34 min | 7      |
| Alfredo de los Santos                        | Straßenrennen H5      | 1:37:51 h    | 6      |
| Ryan Boyle                                   | Einzelzeitfahren T1-2 | 24:21,35 min | Silber |
| Ryan Boyle                                   | Straßenrennen T1-2    | 51:16 min    | 4      |
| Frauen                                       |                       |              |        |
| Allison Jones                                | Einzelzeitfahren C1-3 | 31:44,34 min | 5      |
| Allison Jones                                | Straßenrennen C1-3    | 1:30:35 h    | 4      |
| Jamie Whitmore                               | Einzelzeitfahren C1-3 | 31:45,47 min | 7      |
| Jamie Whitmore                               | Straßenrennen C1-3    | 1:30:14 h    | Gold   |
| Shawn Morelli                                | Einzelzeitfahren C4   | 29:45,40 min | Gold   |
| Shawn Morelli                                | Straßenrennen C4-5    | 2:25:53 h    | 10     |
| Megan Fisher                                 | Einzelzeitfahren C4   | 30:15,72 min | Silber |
| Megan Fisher                                 | Straßenrennen C4-5    | 2:28:56 h    | 12     |
| Samantha Bosco                               | Einzelzeitfahren C5   | 29:04,66 min | Bronze |
| Samantha Bosco                               | Straßenrennen C4-5    | 2:22:06 h    | 6      |
| Jennifer Schuble                             | Einzelzeitfahren C5   | 29:47,36 min | 5      |
| Jennifer Schuble                             | Straßenrennen C4-5    | 2:24:03 h    | 8      |
| Shawn Cheshire Pilotin: Mackenzie Woodring   | Einzelzeitfahren B    | 41:07,76 min | 6      |
| Shawn Cheshire Pilotin: Mackenzie Woodring   | Straßenrennen B       | 2:07:05 h    | 9      |
| Alicia Dana                                  | Einzelzeitfahren H1-3 | 33:57,48 min | Silber |
| Alicia Dana                                  | Straßenrennen H1-4    | 1:16:01 h    | 4      |
| Oksana Masters                               | Einzelzeitfahren H4-5 | 33:49,70 min | 5      |
| Oksana Masters                               | Straßenrennen H5      | 1:37:09 h    | 4      |
| Jill Walsh                                   | Einzelzeitfahren T1-2 | 26:49,67 min | Silber |
| Jill Walsh                                   | Straßenrennen T1-2    | 1:08:08 h    | Silber |
| Mixed                                        |                       |              |        |
| Will Groulx Oscar Sanchez William Lachenauer | Mixed Staffel H2-5    | 33:21 min    | Silber |

#### Bahn
| Athleten                                           | Wettbewerb                    | Qualifikation | Qualifikation | Finals        | Finals        | Rang   |
| Athleten                                           | Wettbewerb                    | Zeit          | Rang          | Gegner        | Zeit          | Rang   |
| -------------------------------------------------- | ----------------------------- | ------------- | ------------- | ------------- | ------------- | ------ |
| Männer                                             |                               |               |               |               |               |        |
| William Lister                                     | 3000 m Einerverfolgung C1     | 4:08,275 min  | 6             | ausgeschieden | ausgeschieden | 6      |
| William Lister                                     | 1000 m Einzelzeitfahren C1-C3 | —             | —             | —             | 1:18,397 min  | 23     |
| Joseph Berenyi                                     | 3000 m Einerverfolgung C3     | 3:34,394 min  | 2             | D. Nicholas   | 3:34,042 min  | Silber |
| Joseph Berenyi                                     | 1000 m Einzelzeitfahren C1-C3 | —             | —             | —             | 1:10,512 min  | 5      |
| Scott Martin                                       | 4000 m Einerverfolgung C4     | 4:48,063 min  | 4             | D. Gomez      | 4:47,549 min  | 4      |
| Scott Martin                                       | 1000 m Einzelzeitfahren C4-C5 | —             | —             | —             | 1:10,252 min  | 15     |
| Christopher Murphy                                 | 4000 m Einerverfolgung C5     | 4:49,343 min  | 7             | ausgeschieden | ausgeschieden | 7      |
| Christopher Murphy                                 | 1000 m Einzelzeitfahren C4-C5 | —             | —             | —             | 1:08,119 min  | 8      |
| Frauen                                             |                               |               |               |               |               |        |
| Jamie Whitmore                                     | 3000 m Einerverfolgung C1-3   | 4:11,778 min  | 2             | M. Giglia     | OVL           | Silber |
| Jamie Whitmore                                     | 500 m Einzelzeitfahren C1-3   | —             | —             | —             | 43,961 s      | 8      |
| Allison Jones                                      | 3000 m Einerverfolgung C1-3   | 4:27,038 min  | 6             | ausgeschieden | ausgeschieden | 6      |
| Allison Jones                                      | 500 m Einzelzeitfahren C1-3   | —             | —             | —             | 42,201 s      | 6      |
| Shawn Morelli                                      | 3000 m Einerverfolgung C4     | 3:57,741 min  | 1             | S. Powell     | 3:59,407 min  | Gold   |
| Megan Fisher                                       | 3000 m Einerverfolgung C4     | 4:03,433 min  | 4             | K. Horan      | 4:04,081 min  | Bronze |
| Megan Fisher                                       | 500 m Einzelzeitfahren C4-5   | —             | —             | —             | 39,541 s      | 9      |
| Samantha Bosco                                     | 3000 m Einerverfolgung C5     | 3:52,887 min  | 3             | A. Harkowska  | 3:54,697 min  | Bronze |
| Samantha Bosco                                     | 500 m Einzelzeitfahren C4-5   | —             | —             | —             | 40,090 s      | 10     |
| Jennifer Schuble                                   | 3000 m Einerverfolgung C5     | 3:57,590 min  | 6             | ausgeschieden | ausgeschieden | 6      |
| Jennifer Schuble                                   | 500 m Einzelzeitfahren C4-5   | —             | —             | —             | 38,754 s      | 7      |
| Mixed                                              |                               |               |               |               |               |        |
| Joseph Berenyi Jennifer Schuble Christopher Murphy | 750 m Teamsprint C1-5         | —             | —             | —             | 52,212 s      | 4      |

### Reiten
| Athleten | Wettbewerb(e)             | Punkte/Prozent | Rang |
| --- | ------------------------- | -------------- | ---- |
| Roxanne Trunnell mit Royal Dancer                                                                                       | Individual Test-Grade Ia  | 69,565 %       | 10   |
| Margaret McIntosh mit Rio Rio                                                                                           | Individual Test-Grade Ia  | 66,217 %       | 20   |
| Sydney Collier mit Western Rose                                                                                         | Individual Test-Grade Ib  | 67,655 %       | 7    |
| Rebecca Hart mit Romani                                                                                                 | Individual Test-Grade II  | 67,714 %       | 9    |
| Rebecca Hart mit Romani                                                                                                 | Kür Grade II              | 67,650 %       | 7    |
| Angela Peavy mit Lancelot Warrior                                                                                       | Individual Test-Grade III | 68,585 %       | 8    |
| Rebecca Hart mit Romani Sydney Collier mit Western Rose Margaret McIntosh mit Rio Rio Angela Peavy mit Lancelot Warrior | Mannschaft                | 409,439 %      | 12   |

### Rudern
| Athleten                                                                       | Wettbewerb           | Vorlauf    | Vorlauf | Hoffnungslauf | Hoffnungslauf | Finale     | Finale | Rang   |
| Athleten                                                                       | Wettbewerb           | Zeit (min) | Rang    | Zeit (min)    | Rang          | Zeit (min) | Rang   | Rang   |
| ------------------------------------------------------------------------------ | -------------------- | ---------- | ------- | ------------- | ------------- | ---------- | ------ | ------ |
| Männer                                                                         |                      |            |         |               |               |            |        |        |
| Blake Haxton                                                                   | Einer ASM1x          | 5:00,57    | 3       | 5:03,43       | 2             | 4:54,25    | 4      | 4      |
| Frauen                                                                         |                      |            |         |               |               |            |        |        |
| Jacqui Kapinowski                                                              | Einer ASM1x          | 5:48,69    | 4       | 5:55,08       | 3             | 5:46,71    | 1 (B)  | 7      |
| Mixed                                                                          |                      |            |         |               |               |            |        |        |
| Laura Goodkind Helman Roman                                                    | Doppelzweier Tamix2x | 4:33,58    | 5       | 4:34,18       | 5             | 4:30,07    | 4 (B)  | 10     |
| Dorian Weber Zachary Burns Danielle Hansen Jaclyn Smith Jennifer Sichel (Stf.) | Vierer Ltamix4       | 3:21,65    | 1       | —             | —             | 3:19,61    | 2      | Silber |

### Rollstuhlbasketball
| Wettbewerb    | Männer | Frauen |
| ------------- | --- | --- |
| Athleten      | Nate Hinze Trevon Jenifer Ian Lynch Mike Paye Matt Scott Steve Serio Joshua Turek Jared Arambula Brian Bell John Gilbert Aaron Gouge Jake Williams | Christina Schwab Rose Hollermann Darlene Hunter Rebecca Murray Jennifer Poist Natalie Schneider Mackenzie Soldan Megan Blunk Abigail Dunkin Vanessa Erskine Gail Gaeng Desiree Miller |
| Gruppenphase  | Brasilien (75:38) Deutschland (77:52) Iran (93:44) Algerien (92:24) Vereinigtes Königreich (65:48)                                                 | Frankreich (93:37) Volksrepublik China (70:36) Niederlande (60:50) Algerien (65:15)                                                                                                   |
| Viertelfinale | Niederlande (70:37) | Brasilien (66:35) |
| Halbfinale    | Türkei (74:54) | Vereinigtes Königreich (89:78) |
| Finale        | Spanien (68:52) | Deutschland (62:45) |
| Rang          | Gold | Gold |

### Rollstuhlfechten
| Männer        |                |               |     |               |               |               |               |               |               |   |
| Joey Brinson  | Säbel Einzel B | A. Sarri      | 1:5 | ausgeschieden | ausgeschieden | ausgeschieden | ausgeschieden | ausgeschieden | ausgeschieden | 9 |
| Joey Brinson  | Säbel Einzel B | A. Datsko     | 1:5 | ausgeschieden | ausgeschieden | ausgeschieden | ausgeschieden | ausgeschieden | ausgeschieden | 9 |
| Joey Brinson  | Säbel Einzel B | M.-A. Cratere | 1:5 | ausgeschieden | ausgeschieden | ausgeschieden | ausgeschieden | ausgeschieden | ausgeschieden | 9 |
| Joey Brinson  | Säbel Einzel B | G. Pluta      | 2:5 | ausgeschieden | ausgeschieden | ausgeschieden | ausgeschieden | ausgeschieden | ausgeschieden | 9 |
| Frauen        |                |               |     |               |               |               |               |               |               |   |
| Lauryn Deluca | Degen Einzel A | A. Halkina    | 5:3 | ausgeschieden | ausgeschieden | ausgeschieden | ausgeschieden | ausgeschieden | ausgeschieden | 9 |
| Lauryn Deluca | Degen Einzel A | Zou X.        | 1:5 | ausgeschieden | ausgeschieden | ausgeschieden | ausgeschieden | ausgeschieden | ausgeschieden | 9 |
| Lauryn Deluca | Degen Einzel A | G. Collis     | 2:5 | ausgeschieden | ausgeschieden | ausgeschieden | ausgeschieden | ausgeschieden | ausgeschieden | 9 |
| Lauryn Deluca | Degen Einzel A | Z. Krajnyák   | 1:5 | ausgeschieden | ausgeschieden | ausgeschieden | ausgeschieden | ausgeschieden | ausgeschieden | 9 |
| Lauryn Deluca | Degen Einzel A | R. Burdon     | 5:4 | ausgeschieden | ausgeschieden | ausgeschieden | ausgeschieden | ausgeschieden | ausgeschieden | 9 |

### Rollstuhlrugby
| Wettbewerb   | Mixed |
| ------------ | --- |
| Athleten     | Chuck Aoki Chad Cohn Seth McBride Jason Regier Adam Scaturro Josh Brewer Jeff Butler Lee Fredette Chuck Melton Eric Newby Kory Puderbaugh Josh Wheeler |
| Gruppenphase | Frankreich (51:42) Schweden (54:44) Japan (57:56) |
| Halbfinale   | Kanada (60:55) |
| Finale       | Australien (58:59) |
| Rang         | Silber |

### Rollstuhltennis
| Athleten                         | Wettb. | 1. Runde    | 1. Runde      | 2. Runde                | 2. Runde      | Achtelfinale              | Achtelfinale  | Viertelfinale                   | Viertelfinale | Halbfinale               | Halbfinale    | Finale / Platz 3            | Finale / Platz 3 | Rang |
| Athleten                         | Wettb. | Gegner      | Ergebnis      | Gegner                  | Ergebnis      | Gegner                    | Ergebnis      | Gegner                          | Ergebnis      | Gegner                   | Ergebnis      | Gegner                      | Ergebnis         | Rang |
| -------------------------------- | ------ | ----------- | ------------- | ----------------------- | ------------- | ------------------------- | ------------- | ------------------------------- | ------------- | ------------------------ | ------------- | --------------------------- | ---------------- | ---- |
| Männer                           |        |             |               |                         |               |                           |               |                                 |               |                          |               |                             |                  |      |
| Steve Baldwin                    | Einzel | R. Medeiros | 6:2, 4:6, 6:3 | D. Caverzaschi          | 0:6, 3:6      | ausgeschieden             | ausgeschieden | ausgeschieden                   | ausgeschieden | ausgeschieden            | ausgeschieden | ausgeschieden               | ausgeschieden    | 17   |
| Jon Rydberg                      | Einzel | E. Casco    | 3:6, 6:3, 7:6 | N. Peifer               | 2:6, 2:6      | ausgeschieden             | ausgeschieden | ausgeschieden                   | ausgeschieden | ausgeschieden            | ausgeschieden | ausgeschieden               | ausgeschieden    | 17   |
| Steve Baldwin Jon Rydberg        | Doppel | —           | —             | Schweden Olsson, Wallin | 3:6, 2:6      | ausgeschieden             | ausgeschieden | ausgeschieden                   | ausgeschieden | ausgeschieden            | ausgeschieden | ausgeschieden               | ausgeschieden    | 17   |
| Frauen                           |        |             |               |                         |               |                           |               |                                 |               |                          |               |                             |                  |      |
| Shelby Baron                     | Einzel | —           | —             | M. Lauro                | 6:1, 6:4      | D. de Groot               | 4:6, 1:6      | ausgeschieden                   | ausgeschieden | ausgeschieden            | ausgeschieden | ausgeschieden               | ausgeschieden    | 9    |
| Emmy Kaiser                      | Einzel | —           | —             | C. Famin                | 6:2, 4:6, 1:6 | ausgeschieden             | ausgeschieden | ausgeschieden                   | ausgeschieden | ausgeschieden            | ausgeschieden | ausgeschieden               | ausgeschieden    | 17   |
| Dana Mathewson                   | Einzel | —           | —             | L. Hunt                 | 6:1, 6:4      | A. van Koot               | 3:6, 1:6      | ausgeschieden                   | ausgeschieden | ausgeschieden            | ausgeschieden | ausgeschieden               | ausgeschieden    | 9    |
| Kaitlyn Verfuerth                | Einzel | —           | —             | J. Griffioen            | 1:6, 1:6      | ausgeschieden             | ausgeschieden | ausgeschieden                   | ausgeschieden | ausgeschieden            | ausgeschieden | ausgeschieden               | ausgeschieden    | 17   |
| Emmy Kaiser Shelby Baron         | Doppel | —           | —             | —                       | —             | Frankreich Famin, Morch   | 6:7:7,5, 6:4  | Niederlande Griffioen, van Koot | 2:6, 4:6      | ausgeschieden            | ausgeschieden | ausgeschieden               | ausgeschieden    | 5    |
| Kaitlyn Verfuerth Dana Mathewson | Doppel | —           | —             | —                       | —             | Brasilien Candida, Mayara | 6:2, 6:4      | Niederlande Buis, de Groot      | 2:6, 4:6      | ausgeschieden            | ausgeschieden | ausgeschieden               | ausgeschieden    | 5    |
| Quadriplegiker                   |        |             |               |                         |               |                           |               |                                 |               |                          |               |                             |                  |      |
| Bryan Barten                     | Einzel | —           | —             | —                       | —             | H. Davidson               | 6:2, 5:7, 1:6 | ausgeschieden                   | ausgeschieden | ausgeschieden            | ausgeschieden | ausgeschieden               | ausgeschieden    | 9    |
| Nick Taylor                      | Einzel | —           | —             | —                       | —             | A. Cotterill              | 6:3, 7:6      | D. Alcott                       | 2:6, 0:6      | ausgeschieden            | ausgeschieden | ausgeschieden               | ausgeschieden    | 5    |
| David Wagner                     | Einzel | —           | —             | —                       | —             | I. Erenlib                | 6:4, 6:4      | M. Moroishi                     | 6:2, 6:2      | A. Lapthorne             | 3:6, 6:2, 3:6 | L. Sithole                  | 1:6, 6:2, 7:5    |      |
| Nick Taylor David Wagner         | Doppel | —           | —             | —                       | —             | —                         | —             | —                               | —             | Israel Weinberg, Erenlib | 6:4, 6:2      | Australien Alcott, Davidson | 6:4, 4:6, 5:7    |      |

### Segeln
| Mixed                                 |                        |      |   |        |
| Dee Smith                             | Einer Kielboot 2.4mR   | 43,0 | 4 | 4      |
| Maureen McKinnon Tucker Ryan Porteous | Zweier Kielboot Skud18 | 51,0 | 5 | 5      |
| Rick Doerr Hugh Freund Brad Kendell   | Dreier Kielboot Sonar  | 44,0 | 2 | Silber |

### Sitzvolleyball
| Wettbewerb       | Männer | Frauen |
| ---------------- | --- | --- |
| Athleten         | Eric Duda Chris Seilkop Benjamin Aman Roderick Dal Juan Green John Michael Douglas Kremer Edgardo Laforest J Dee Marinko Daniel Joseph Regan Jese Schag Joshua Edward Smith James Elliot Stuck Charles Freeman Swearingen | Monique Burkland Heather Erickson Katie Holloway Kaleo Kanahele Nichole Millage Kari Miller Lora Webster Tia Edwards Nicky Nieves Michelle Schiffler Alexis Shifflett Bethany Zummo |
| Gruppenphase     | Brasilien 3:0 Deutschland 2:3 Ägypten 0:3 | Iran 3:0 Volksrepublik China 2:3 Ruanda 3:0 |
| Spiel um Platz 7 | Volksrepublik China 0:3 | — |
| Halbfinale       | ausgeschieden | Brasilien 3:0 |
| Finale           | ausgeschieden | Volksrepublik China 3:0 |
| Rang             | 8 | Gold |

### Schießen
| Athleten             | Wettbewerb                  | Qualifikation   | Qualifikation | Finale          | Finale        | Rang   |
| Athleten             | Wettbewerb                  | Ringe/ Scheiben | Rang          | Ringe/ Scheiben | Rang          | Rang   |
| -------------------- | --------------------------- | --------------- | ------------- | --------------- | ------------- | ------ |
| Männer               |                             |                 |               |                 |               |        |
| Marco De La Rosa     | 10 m Luftpistole SH1        | 550             | 25            | ausgeschieden   | ausgeschieden | 25     |
| Michael Tagliapietra | 10 m Luftpistole SH1        | 541             | 30            | ausgeschieden   | ausgeschieden | 30     |
| Shaun Tichenor       | 10 m Luftpistole SH1        | 523             | 32            | ausgeschieden   | ausgeschieden | 32     |
| Frauen               |                             |                 |               |                 |               |        |
| Tricia Downing       | 10 m Luftpistole SH1        | 337             | 19            | ausgeschieden   | ausgeschieden | 19     |
| Tammy Delano         | 10 m Luftgewehr stehend SH1 | 397,3           | 17            | ausgeschieden   | ausgeschieden | 17     |
| Mixed                |                             |                 |               |                 |               |        |
| Michael Tagliapietra | 25 m Sportpistole SH1       | 561             | 12            | ausgeschieden   | ausgeschieden | 12     |
| Shaun Tichenor       | 25 m Sportpistole SH1       | 529             | 28            | ausgeschieden   | ausgeschieden | 28     |
| Michael Tagliapietra | 50 m freie Pistole SH1      | 482             | 33            | ausgeschieden   | ausgeschieden | 33     |
| Tammy Delano         | 10 m Luftgewehr liegend SH1 | 617,8           | 42            | ausgeschieden   | ausgeschieden | 42     |
| John Joss III        | 10 m Luftgewehr liegend SH1 | 618,8           | 40            | ausgeschieden   | ausgeschieden | 40     |
| McKenna Dahl         | 10 m Luftgewehr liegend SH2 | 635,4           | 3             | 189,5           | 3             | Bronze |
| Jazmin Almlie        | 10 m Luftgewehr liegend SH2 | 628,3           | 23            | ausgeschieden   | ausgeschieden | 23     |
| McKenna Dahl         | 10 m Luftgewehr stehend SH2 | 622,4           | 24            | ausgeschieden   | ausgeschieden | 24     |
| Jazmin Almlie        | 10 m Luftgewehr stehend SH2 | 625,4           | 17            | ausgeschieden   | ausgeschieden | 17     |
| John Joss III        | 50 m Gewehr liegend SH1     | 617,4           | 6             | 141,4           | 5             | 5      |

### Schwimmen
| Athleten                                                       | Wettbewerb               | Vorlauf                         | Vorlauf       | Finale        | Finale        | Rang   |
| Athleten                                                       | Wettbewerb               | Zeit                            | Rang          | Zeit          | Rang          | Rang   |
| -------------------------------------------------------------- | ------------------------ | ------------------------------- | ------------- | ------------- | ------------- | ------ |
| Männer                                                         |                          |                                 |               |               |               |        |
| Robert Griswold                                                | 100 m Rücken S8          | 1:05,33 min                     | 1             | 1:04,68 min   | 3             | Bronze |
| Robert Griswold                                                | 400 m Freistil S8        | 4:38,46 min                     | 2             | 4:36,26 min   | 5             | 5      |
| Robert Griswold                                                | 200 m Lagen SM8          | 2:28,32 min                     | 3             | 2:26,99 min   | 4             | 4      |
| Cody Bureau                                                    | 100 m Rücken S9          | 1:08,16 min                     | 11            | ausgeschieden | ausgeschieden | 11     |
| Cody Bureau                                                    | 100 m Brust SB9          | 1:16,79 min                     | 13            | ausgeschieden | ausgeschieden | 13     |
| Cody Bureau                                                    | 50 m Freistil S9         | 27,60 s                         | 15            | ausgeschieden | ausgeschieden | 15     |
| Cody Bureau                                                    | 200 m Lagen SM9          | 2:23,95 min                     | 8             | 2:24,63 min   | 6             | 6      |
| Tye Dutcher                                                    | 100 m Rücken S10         | 1:05,18 min                     | 10            | ausgeschieden | ausgeschieden | 10     |
| Tye Dutcher                                                    | 50 m Freistil S10        | 26,59 s                         | 17            | ausgeschieden | ausgeschieden | 17     |
| Tye Dutcher                                                    | 100 m Freistil S10       | 16                              | ausgeschieden | ausgeschieden | 16            |        |
| Bradley Snyder                                                 | 100 m Rücken S11         | 1:10,44 min                     | 4             | 1:08,28 min   | 2             | Silber |
| Bradley Snyder                                                 | 100 m Schmetterling S11  | —                               | —             | 1:03,52 min   | 4             | 4      |
| Bradley Snyder                                                 | 50 m Freistil S11        | 26,06 s                         | 1             | 25,57 s       | 1             | Gold   |
| Bradley Snyder                                                 | 100 m Freistil S11       | 57,16 s                         | 1             | 56,15 s       | 1             | Gold   |
| Bradley Snyder                                                 | 400 m Freistil S11       | —                               | —             | 4:28,78 min   | 1             | Gold   |
| Tucker Dupree                                                  | 100 m Rücken S12         | 1:01,61 min                     | 2             | 1:01,04 min   | 3             | Bronze |
| Tucker Dupree                                                  | 100 m Schmetterling S13  | 1:00,13 min                     | 8             | 1:00,76 min   | 8             | 8      |
| Tucker Dupree                                                  | 50 m Freistil S12        | 24,62 s                         | 5             | 24,49 s       | 5             | 5      |
| Evan Austin                                                    | 100 m Brust SB7          | 1:23,48 min                     | 7             | 1:23,55 min   | 8             | 8      |
| Evan Austin                                                    | 100 m Schmetterling S8   | 1:05,94 min                     | 8             | 1:07,75 min   | 8             | 8      |
| Evan Austin                                                    | 100 m Freistil S8        | 1:05,95 min                     | 14            | ausgeschieden | ausgeschieden | 14     |
| Evan Austin                                                    | 400 m Freistil S8        | 4:56,85 min                     | 12            | ausgeschieden | ausgeschieden | 12     |
| Evan Austin                                                    | 200 m Lagen SM8          | 2:39,44 min                     | 11            | ausgeschieden | ausgeschieden | 11     |
| Rudy Garcia-Tolson                                             | 100 m Brust SB7          | 1:23,82 min                     | 8             | 1:22,45 min   | 6             | 6      |
| Rudy Garcia-Tolson                                             | 100 m Schmetterling S8   | 1:09,73 min                     | 12            | ausgeschieden | ausgeschieden | 12     |
| Rudy Garcia-Tolson                                             | 200 m Lagen SM7          | 2:43,26 min                     | 2             | 2:33,87 min   | 2             | Gold   |
| Dalton Herendeen                                               | 100 m Brust SB8          | —                               | —             | 1:14,71 min   | 4             | 4      |
| Dalton Herendeen                                               | 100 m Schmetterling S10  | 1:02,57 min                     | 12            | ausgeschieden | ausgeschieden | 12     |
| Dalton Herendeen                                               | 400 m Freistil S10       | 4:23,43 min                     | 12            | ausgeschieden | ausgeschieden | 12     |
| Dalton Herendeen                                               | 200 m Lagen SM10         | 2:19,56 min                     | 11            | ausgeschieden | ausgeschieden | 11     |
| Tharon Drake                                                   | 100 m Brust SB11         | 1:15,58 min                     | 4             | 1:11,50 min   | 2             | Silber |
| Tharon Drake                                                   | 100 m Freistil S11       | 1:03,39 min                     | 9             | ausgeschieden | ausgeschieden | 9      |
| Tharon Drake                                                   | 400 m Freistil S11       | —                               | —             | 4:40,96 min   | 2             | Silber |
| Tharon Drake                                                   | 200 m Lagen SM11         | 2:37,93 min                     | 7             | 2:35,08 min   | 8             | 8      |
| Roy Perkins                                                    | 50 m Schmetterling S5    | 35,75 s                         | 2             | 35,04 s       | 1             | Gold   |
| Roy Perkins                                                    | 50 m Freistil S5         | 34,22 s                         | 3             | 34,42 s       | 3             | Bronze |
| Roy Perkins                                                    | 100 m Freistil S5        | 1:17,54 min                     | 2             | 1:14,55 min   | 2             | Silber |
| Roy Perkins                                                    | 200 m Freistil S5        | 2:39,69 min                     | 2             | 2:38,56 min   | 2             | Silber |
| Evan Austin Rudy Garcia-Tolson Robert Griswold Tye Dutcher     | 4 × 100 m Freistil 34 pt | —                               | —             | 4:11,00 min   | 6             | 6      |
| Evan Austin Dalton Herendeen Robert Griswold Tye Dutcher       | 4 × 100 m Lagen 34 pt    | —                               | —             | 4:25,60 min   | 5             | 5      |
| Frauen                                                         |                          |                                 |               |               |               |        |
| Cassie Mitchell                                                | 50 m Rücken S2           | —                               | —             | 1:28,19 min   | 7             | 7      |
| Alyssa Gialamas                                                | 50 m Rücken S5           | 48,65 s                         | 5             | 47,95 s       | 6             | 6      |
| Alyssa Gialamas                                                | 50 m Freistil S5         | 44,48 s                         | 12            | ausgeschieden | ausgeschieden | 12     |
| Alyssa Gialamas                                                | 100 m Freistil S5        | 1:37,15 min                     | 10            | ausgeschieden | ausgeschieden | 10     |
| Alyssa Gialamas                                                | 200 m Freistil S5        | 3:16,22 min                     | 8             | 3:15,04 min   | 7             | 7      |
| McKenzie Coan                                                  | 100 m Rücken S7          | 1:25,34 min                     | 5             | 1:25,17 min   | 5             | 5      |
| McKenzie Coan                                                  | 50 m Schmetterling S7    | 37,54 s                         | 5             | 37,87 s       | 6             | 6      |
| McKenzie Coan                                                  | 50 m Freistil S7         | 32,57 s                         | 1             | 32,42 s       | 1             | Gold   |
| McKenzie Coan                                                  | 100 m Freistil S7        | 1:09,74 min                     | 1             | 1:09,99 min   | 1             | Gold   |
| McKenzie Coan                                                  | 400 m Freistil S7        | —                               | —             | 5:05,77 min   | 1             | Gold   |
| Cortney Jordan                                                 | 100 m Rücken S7          | 1:25,54 min                     | 7             | 1:25,95 min   | 7             | 7      |
| Cortney Jordan                                                 | 50 m Schmetterling S7    | 36,51 s                         | 3             | 35,46 s       | 2             | Silber |
| Cortney Jordan                                                 | 50 m Freistil S7         | 34,07 s                         | 3             | 33,33 s       | 4             | 4      |
| Cortney Jordan                                                 | 100 m Freistil S7        | 1:14,13 min                     | 5             | 1:12,80 min   | 2             | Silber |
| Cortney Jordan                                                 | 400 m Freistil S7        | —                               | —             | 5:18,20 min   | 2             | Silber |
| Cortney Jordan                                                 | 200 m Lagen SM7          | 3:08,84 min                     | 3             | 3:04,17 min   | 3             | Bronze |
| Jessica Long                                                   | 100 m Rücken S8          | 1:18,92 min                     | 2             | 1:18,12 min   | 3             | Bronze |
| Jessica Long                                                   | 100 m Brust SB7          | 1:34,48 min                     | 3             | 1:32,94 min   | 2             | Silber |
| Jessica Long                                                   | 100 m Schmetterling S8   | 1:11,56 min                     | 2             | 1:10,53 min   | 3             | Bronze |
| Jessica Long                                                   | 50 m Freistil S8         | 32,22 s                         | 9             | ausgeschieden | ausgeschieden | 9      |
| Jessica Long                                                   | 100 m Freistil S8        | 1:06,07 min                     | 1             | 1:05,72 min   | 4             | 4      |
| Jessica Long                                                   | 400 m Freistil S8        | 4:48,26 min                     | 1             | 4:47,82 min   | 2             | Silber |
| Jessica Long                                                   | 200 m Lagen SM8          | 2:44,45 min                     | 1             | 2:40,23 min   | 1             | Gold   |
| Elizabeth Marks                                                | 100 m Rücken S8          | 1:19,97 min                     | 3             | 1:22,67 min   | 8             | 8      |
| Elizabeth Marks                                                | 100 m Brust SB7          | 1:28,83 min                     | 1             | 11:28,13 min  | 1             | Gold   |
| Mallory Weggemann                                              | 100 m Rücken S8          | 1:23,08 min                     | 9             | ausgeschieden | ausgeschieden | 9      |
| Mallory Weggemann                                              | 100 m Brust SB7          | 1:37,88 min                     | 5             | 1:36,06 min   | 5             | 5      |
| Mallory Weggemann                                              | 100 m Schmetterling S8   | 1:18,44 min                     | 7             | 1:17,41 min   | 7             | 7      |
| Mallory Weggemann                                              | 50 m Freistil S8         | 33,09 s                         | 11            | ausgeschieden | ausgeschieden | 11     |
| Mallory Weggemann                                              | 100 m Freistil S8        | 1:11,17 min                     | 8             | 1:11,80 min   | 8             | 8      |
| Mallory Weggemann                                              | 400 m Freistil S8        | 5:36,21 min                     | 12            | ausgeschieden | ausgeschieden | 12     |
| Mallory Weggemann                                              | 200 m Lagen SM8          | 2:53,04 min                     | 5             | 2:48,95 min   | 5             | 5      |
| Hannah Aspden                                                  | 100 m Rücken S9          | 1:11,78 min                     | 3             | 1:10,67 min   | 3             | Bronze |
| Hannah Aspden                                                  | 50 m Freistil S9         | 30,57 s                         | 11            | ausgeschieden | ausgeschieden | 11     |
| Hannah Aspden                                                  | 100 m Freistil S9        | 1:07,22 min                     | 15            | ausgeschieden | ausgeschieden | 15     |
| Hannah Aspden                                                  | 400 m Freistil S9        | 5:04,80 min                     | 9             | ausgeschieden | ausgeschieden | 9      |
| Hannah Aspden                                                  | 200 m Lagen SM9          | 2:50,55 min                     | 17            | ausgeschieden | ausgeschieden | 17     |
| Elizabeth Smith                                                | 100 m Rücken S9          | 1:15,06 min                     | 6             | 1:14,48 min   | 5             | 5      |
| Elizabeth Smith                                                | 100 m Schmetterling S9   | 1:09,95 min                     | 3             | 1:09,22 min   | 4             | 4      |
| Elizabeth Smith                                                | 50 m Freistil S9         | 30,18 s                         | 9             | ausgeschieden | ausgeschieden | 9      |
| Elizabeth Smith                                                | 200 m Lagen SM9          | 2:40,95 min                     | 10            | ausgeschieden | ausgeschieden | 10     |
| Natalie Sims                                                   | 100 m Rücken S9          | 1:21,16 min                     | 14            | ausgeschieden | ausgeschieden | 14     |
| Natalie Sims                                                   | 100 m Schmetterling S9   | 1:16,67 min                     | 15            | ausgeschieden | ausgeschieden | 15     |
| Natalie Sims                                                   | 100 m Freistil S9        | 1:06,33 min                     | 11            | ausgeschieden | ausgeschieden | 11     |
| Natalie Sims                                                   | 400 m Freistil S9        | 5:04,69 min                     | 8             | 5:04,88 min   | 8             | 8      |
| Letticia Martinez                                              | 100 m Rücken S11         | 1:31,16 min                     | 14            | ausgeschieden | ausgeschieden | 14     |
| Letticia Martinez                                              | 100 m Brust SB11         | —                               | —             | 1:38,22 min   | 6             | 6      |
| Letticia Martinez                                              | 50 m Freistil S11        | 32,86 s                         | 8             | ausgeschieden | ausgeschieden | 9      |
| Letticia Martinez                                              | 50 m Freistil S11        | Swim-off gg. Cai L. verloren    |               | ausgeschieden | ausgeschieden | 9      |
| Letticia Martinez                                              | 100 m Freistil S11       | 1:13,86 min                     | 8             | 1:14,09 min   | 8             | 8      |
| Letticia Martinez                                              | 200 m Lagen SM11         | 3:11,96 min                     | 10            | ausgeschieden | ausgeschieden | 10     |
| McClain Hermes                                                 | 100 m Rücken S12         | —                               | —             | 1:26,75 min   | 8             | 8      |
| McClain Hermes                                                 | 100 m Brust SB13         | 1:35,11 min                     | 15            | ausgeschieden | ausgeschieden | 15     |
| McClain Hermes                                                 | 400 m Freistil S13       | 5:22,40 min                     | 14            | ausgeschieden | ausgeschieden | 14     |
| Colleen Young                                                  | 100 m Rücken S13         | 1:13,44 min                     | 3             | 1:12,93 min   | 4             | 4      |
| Colleen Young                                                  | 100 m Brust SB13         | 1:19,10 min                     | 3             | 1:17,02 min   | 3             | Bronze |
| Colleen Young                                                  | 50 m Freistil S13        | 28,86 s                         | 8             | ausgeschieden | ausgeschieden | 9      |
| Colleen Young                                                  | 50 m Freistil S13        | Swim-off gg. R. Meyers verloren |               | ausgeschieden | ausgeschieden | 9      |
| Colleen Young                                                  | 200 m Lagen SM13         | 2:32,75 min                     | 5             | 2:30,85 min   | 5             | 5      |
| Cailin Currie                                                  | 100 m Rücken S13         | DSQ                             | DSQ           | ausgeschieden | ausgeschieden | DSQ    |
| Cailin Currie                                                  | 100 m Schmetterling S13  | 1:13,32 min                     | 12            | ausgeschieden | ausgeschieden | 12     |
| Cailin Currie                                                  | 100 m Freistil S13       | 1:05,33 min                     | 15            | ausgeschieden | ausgeschieden | 15     |
| Cailin Currie                                                  | 400 m Freistil S13       | 4:56,91 min                     | 10            | ausgeschieden | ausgeschieden | 10     |
| Leslie Cichocki                                                | 100 m Rücken S14         | 1:16,80 min                     | 7             | 1:16,76 min   | 7             | 7      |
| Leslie Cichocki                                                | 200 m Freistil S14       | 2:28,64 min                     | 11            | ausgeschieden | ausgeschieden | 11     |
| Leslie Cichocki                                                | 200 m Lagen SM14         | 2:50,87 min                     | 12            | ausgeschieden | ausgeschieden | 12     |
| Sophia Elizabeth Herzog                                        | 100 m Brust SB6          | 1:38,22 min                     | 3             | 1:36,95 min   | 2             | Silber |
| Sophia Elizabeth Herzog                                        | 50 m Schmetterling S6    | 43,14 s                         | 10            | ausgeschieden | ausgeschieden | 10     |
| Sophia Elizabeth Herzog                                        | 50 m Freistil S6         | 38,60 s                         | 14            | ausgeschieden | ausgeschieden | 14     |
| Sophia Elizabeth Herzog                                        | 100 m Freistil S6        | 1:25,89 min                     | 13            | ausgeschieden | ausgeschieden | 13     |
| Sophia Elizabeth Herzog                                        | 400 m Freistil S6        | 6:17,93 min                     | 12            | ausgeschieden | ausgeschieden | 12     |
| Sophia Elizabeth Herzog                                        | 200 m Lagen SM6          | 3:16,41 min                     | 6             | 3:13,57 min   | 6             | 6      |
| Reilly Boyt                                                    | 100 m Rücken S6          | 1:37,22 min                     | 9             | ausgeschieden | ausgeschieden | 9      |
| Reilly Boyt                                                    | 100 m Brust SB6          | 1:44,35 min                     | 6             | 1:44,95 min   | 6             | 6      |
| Reilly Boyt                                                    | 400 m Freistil S6        | 6:23,45 min                     | 13            | ausgeschieden | ausgeschieden | 13     |
| Reilly Boyt                                                    | 200 m Lagen SM6          | 3:21,10 min                     | 9             | ausgeschieden | ausgeschieden | 9      |
| Martha Ruether                                                 | 100 m Brust SB13         | 1:21,74 min                     | 8             | 1:20,48 min   | 8             | 8      |
| Martha Ruether                                                 | 100 m Schmetterling S13  | 1:15,11 min                     | 14            | ausgeschieden | ausgeschieden | 14     |
| Martha Ruether                                                 | 50 m Freistil S13        | 29,05 s                         | 12            | ausgeschieden | ausgeschieden | 12     |
| Martha Ruether                                                 | 100 m Freistil S13       | 1:03,10 min                     | 10            | ausgeschieden | ausgeschieden | 10     |
| Martha Ruether                                                 | 200 m Lagen SM13         | 2:40,83 min                     | 10            | ausgeschieden | ausgeschieden | 10     |
| Haley Beranbaum                                                | 50 m Schmetterling S5    | 52,54 s                         | 9             | ausgeschieden | ausgeschieden | 9      |
| Haley Beranbaum                                                | 200 m Lagen SM5          | 4:23,44 min                     | 10            | ausgeschieden | ausgeschieden | 10     |
| Brickelle Bro                                                  | 100 m Schmetterling S8   | 1:30,14 min                     | 13            | ausgeschieden | ausgeschieden | 13     |
| Brickelle Bro                                                  | 50 m Freistil S8         | 34,93 s                         | 14            | ausgeschieden | ausgeschieden | 14     |
| Brickelle Bro                                                  | 100 m Freistil S8        | 1:14,41 min                     | 10            | ausgeschieden | ausgeschieden | 10     |
| Brickelle Bro                                                  | 400 m Freistil S8        | 5:16,02 min                     | 6             | 5:16,38 min   | 7             | 7      |
| Rebecca Meyers                                                 | 100 m Schmetterling S13  | 1:04,94 min                     | 2             | 1:03,25 min   | 1             | Gold   |
| Rebecca Meyers                                                 | 50 m Freistil S13        | 28,86 s                         | 8             | 28,58 s       | 6             | 6      |
| Rebecca Meyers                                                 | 50 m Freistil S13        | Swim-off gg. C. Young gewonnen  |               | 28,58 s       | 6             | 6      |
| Rebecca Meyers                                                 | 100 m Freistil S13       | 1:01,35 min                     | 4             | 59,77 s       | 2             | Silber |
| Rebecca Meyers                                                 | 400 m Freistil S13       | 4:29,97 min                     | 1             | 4:19,59 min   | 1             | Gold   |
| Rebecca Meyers                                                 | 200 m Lagen SM13         | 2:29,88 min                     | 2             | 2:24,66 min   | 1             | Gold   |
| Michelle Konkoly                                               | 50 m Freistil S9         | 28,36 s                         | 1             | 28,29 s       | 1             | Gold   |
| Michelle Konkoly                                               | 100 m Freistil S9        | 1:01,46 min                     | 1             | 1:00,91 min   | 1             | Gold   |
| Lindsay Grogan                                                 | 400 m Freistil S9        | 5:14,32 min                     | 14            | ausgeschieden | ausgeschieden | 14     |
| Lindsay Grogan                                                 | 200 m Lagen SM9          | DSQ                             | DSQ           | ausgeschieden | ausgeschieden | DSQ    |
| Jessica Long McKenzie Coan Elizabeth Smith Michelle Konkoly    | 4 × 100 m Freistil 34 pt | —                               | —             | 4:20,10 min   | 2             | Silber |
| Elizabeth Smith Hannah Aspden Michelle Konkoly Elizabeth Marks | 4 × 100 m Lagen 34 pt    | —                               | —             | 4:50,34 min   | 3             | Bronze |

### Triathlon
| Athleten          | Klasse | Zeit      | Rang   |
| ----------------- | ------ | --------- | ------ |
| Männer            |        |           |        |
| Krige Schabort    | PT1    | 1:03:15 h | 5      |
| Mark Barr         | PT2    | 1:12:51 h | 4      |
| Chris Hammer      | PT4    | 1:03:43 h | 4      |
| Frauen            |        |           |        |
| Allysa Seely      | PT2    | 1:22:55 h | Gold   |
| Hailey Danisewicz | PT2    | 1:23:43 h | Silber |
| Melissa Stockwell | PT2    | 1:25:24 h | Bronze |
| Grace Norman      | PT4    | 1:10:39 h | Gold   |
| Patricia Collins  | PT4    | 1:21:08 h | 10     |
| Elizabeth Baker   | PT5    | 1:14:34 h | 4      |
| Patricia Walsh    | PT5    | 1:17:55 h | 7      |

### Tischtennis
| Athleten        | Wettbewerb | Gruppenphase | Gruppenphase | Achtelfinale  | Achtelfinale  | Viertelfinale | Viertelfinale | Halbfinale    | Halbfinale    | Finale        | Finale        | Rang |
| Athleten        | Wettbewerb | Gegner       | Erg.         | Gegner        | Erg.          | Gegner        | Erg.          | Gegner        | Erg.          | Gegner        | Erg.          | Rang |
| --------------- | ---------- | ------------ | ------------ | ------------- | ------------- | ------------- | ------------- | ------------- | ------------- | ------------- | ------------- | ---- |
| Männer          |            |              |              |               |               |               |               |               |               |               |               |      |
| Tahl Leibovitz  | Einzel C9  | Ma Lin       | 0:3          | C. Cabestany  | 3:2           | L. Devos      | 0:3           | ausgeschieden | ausgeschieden | ausgeschieden | ausgeschieden | 5    |
| Tahl Leibovitz  | Einzel C9  | D. Berecki   | 3:0          | C. Cabestany  | 3:2           | L. Devos      | 0:3           | ausgeschieden | ausgeschieden | ausgeschieden | ausgeschieden | 5    |
| Frauen          |            |              |              |               |               |               |               |               |               |               |               |      |
| Pamela Fontaine | Einzel C3  | Lee Mi-gyu   | 1:3          | ausgeschieden | ausgeschieden | ausgeschieden | ausgeschieden | ausgeschieden | ausgeschieden | ausgeschieden | ausgeschieden | 13   |
| Pamela Fontaine | Einzel C3  | D. Mader     | 0:3          | ausgeschieden | ausgeschieden | ausgeschieden | ausgeschieden | ausgeschieden | ausgeschieden | ausgeschieden | ausgeschieden | 13   |